# Пораке
Пора́ке (Nyctidromus) — рід дрімлюгоподібних птахів родини дрімлюгових (Caprimulgidae). Представники цього роду мешкають в Америці.

## Види
Виділяють два види:
- Пораке рудощокий (Nyctidromus albicollis)
- Дрімлюга еквадорський (Nyctidromus anthonyi)

Еквадорського дрімлюгу раніше відносили до роду Дрімлюга (Caprimulgus), однак за результатами низки молекулярно-генетичних досліджень його було переведено до роду Nyctidromus.

## Етимологія
Наукова назва роду Nyctidromus походить від сполучення слів дав.-гр. νυκτι — нічний і δρομος — бігун.